# Casa Secanell
La Casa Secanell és una obra de Tarroja de Segarra (Segarra) inclosa a l'Inventari del Patrimoni Arquitectònic de Catalunya.

## Descripció
Edifici cantoner de tres plantes situat a la Placeta del Portal Baix. És una construcció de pedra arrebossada pintada de blanc amb decoració de carreus pintats amb color terracota.
A la planta baixa, en un dels extrems de la façana, s'obra una gran portada rectangular emmarcada amb grans carreus de pedra ben escairats. Al primer pis tres portes balconeres amb els seus respectius balcons de forja, la central decorada amb una motllura de pedra i les laterals amb una llinda de maons. L'última planta està constituïda per quatre portes balconeres, les dues centrals unides, amb obertures d'arc de mig punt formades per maons i una barana de forja.
Es juga amb elements pintats com a carreus als angles i una motllura que divideix les plantes superiors, per donar vida a la façana.